# Бродская крепость
Бродская крепость — крепость в хорватском городе Славонски-Брод. Построена в 18-м веке эрцгерцогом Австрии для обороны от Османской империи.

## История

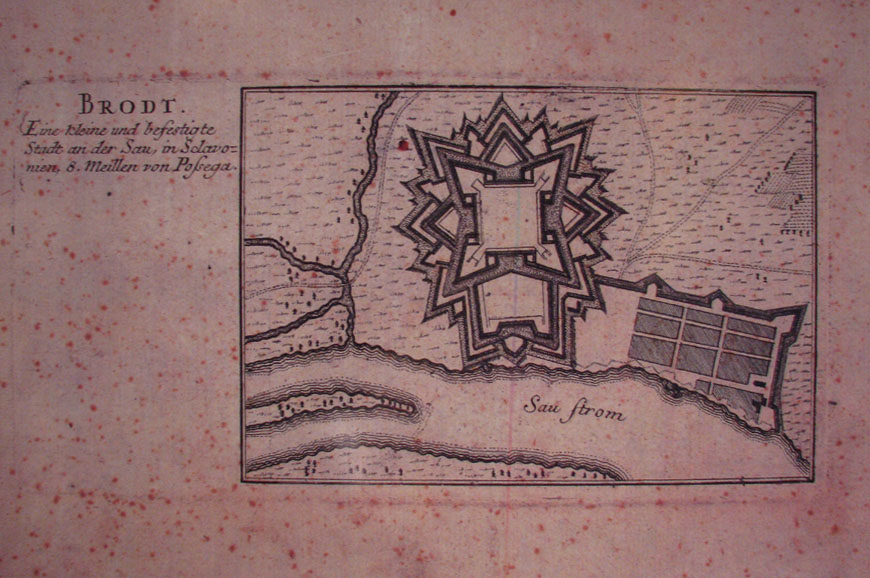
Карта крепости 1728 года

Славонски-Брод был стратегически важным транспортным узлом, контролирующим пересечение границы в сторону Турции. Между 1715 и 1780 годами Австрия построила большую приграничную крепость Брод на реке Сава. Вместе с укреплёнными славонскими городами Осиек и Стара-Градишка крепость была частью большой оборонной системы на границе с Османской империей.
Крепость построили за 634 дня, для чего задействовали принудительный труд крестьян. В качестве материала использовали утрамбованную землю, кирпич, дерево и частично камень.
Бродская крепость построена согласно системы де Вобана. По форме это был прямоугольник, но благодаря расположению системы оборонительных каналов напоминала звезду, что обусловлено равнинностью местности. Внутри крепости могло размещаться 4 тысячи солдат и 150 пушек. Занимаемая площадь составляла 33 гектара.
Согласно оценке во время классической осады понадобилось бы 10 дней на подготовку атаки и 46 дней на захват всей крепости.
Военное правительство не допускало строительства капитальных домов в пределах крепости. Поэтому на протяжении всего XVIII и большей части XIX веков в Броде были небольшие деревянные дома крытые черепицей или досками.
Город был выровнен по высоте на случай атаки турок, чтобы обеспечить артиллерии открытое пространство вокруг крепости.
Несмотря на то, что город был пограничным, крепости не довелось показать свою боевую мощь. Тем не менее сохранилось много укреплений, напоминающих о прошлой военной жизни в крепости.
Крепость состояла из трёх защитных зон: внутренней, внешней и южной. Охранялась двумя участками рвов, которые подпитывались водой из близлежащего ручья.

## Южная часть
В южной части располагался горнверк, устроенный помешать переходу турок через речку Сава.
До конца XVIII века в пределах южной защитной зоны построили несколько сооружений, среди которых: здание командира крепости (сегодня там размещается Школа музыки Славонски-Брода), а также павильйон офицеров (где сейчас размещается штаб-квартира городской управы), домик капеллана, командирская кухня, конюшня. На других свободных участках размещались сады и парки.

## Внутренняя часть
Внутренняя часть крепости прямоугольная и состоит из четырёх бастионов, соединённых оборонительными стенами. Бастионы — пятиугольные утрамбованные земляные балки, укреплённые снаружи. Их предназначение — окончательное сопротивление противнику и наблюдение за площадью перед крепостью, защита внешних стен и соседнего бастиона.
Кроме пушечных платформ высотой 46 сантиметров, в каждом бастионе располагалось до четырёх сторожевых будок.
Главные стены, которые соединяют каждые два бастиона, построены из кирпича. В стенах есть помещения для размещения людей и боеприпасов, а также мастерские.

## Центральная часть

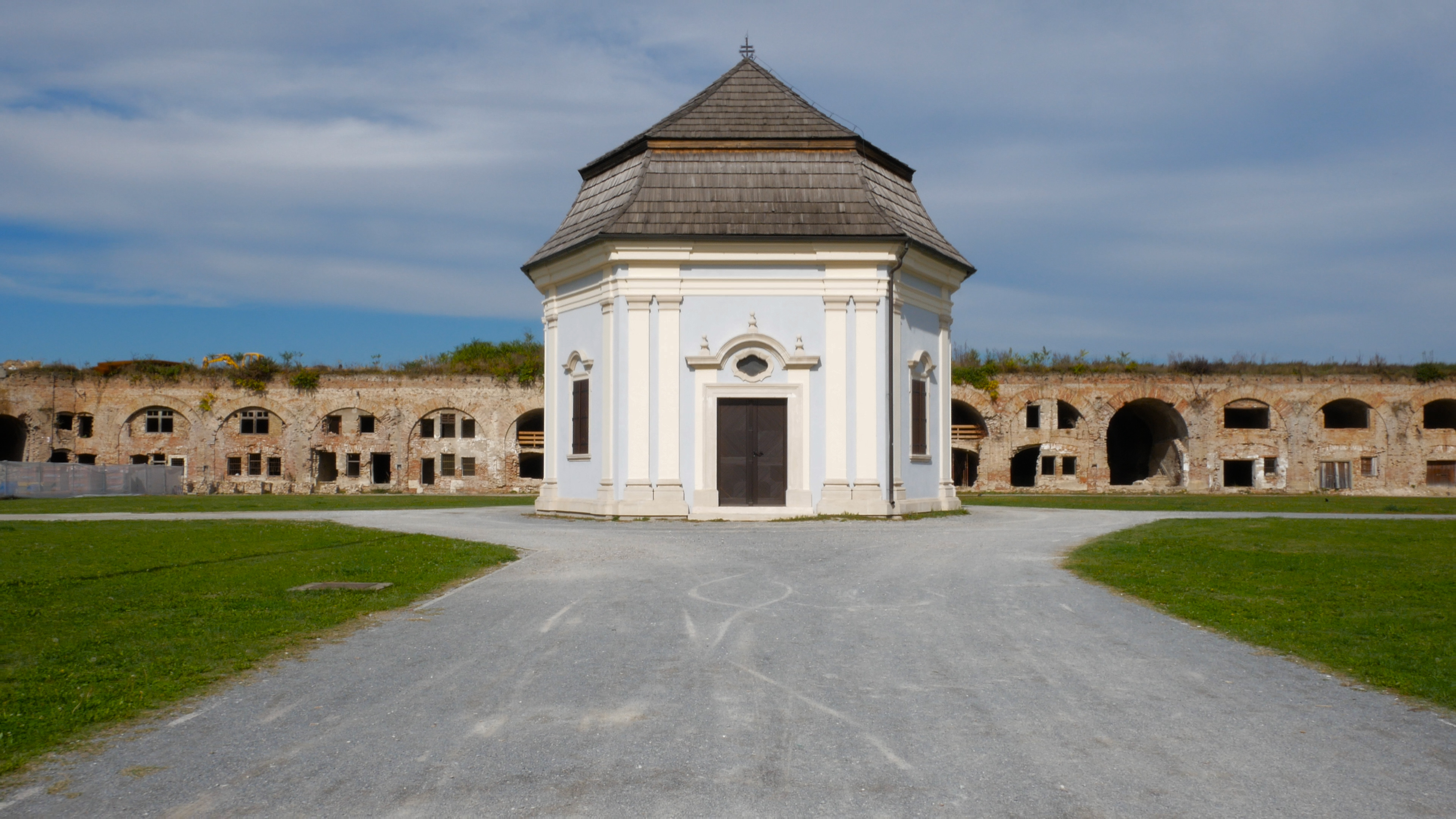
Церковь Святой Анны в центре крепости

В центральной части находится кавальер — массивное двухэтажное кирпичное здание в форме подковы. В нём было 108 больших помещений одинакового размера — казематы, в которых располагались солдаты, артиллерийские мастерские, оружейные магазины, арсенал, склады, больница, аптека.
В наши дни в отреставрированной части юго-западного тракта Кавальера на площади в 1800 м² размещена галерея «Ружич». Это первая постоянная выставка хорватского современного искусства первой половины XX века. В галерее представлены 400 произведений искусства из коллекции хорватского скульптора и художника Бранко Ружича, родом из Брод.
В центре крепостной площади есть церковь Святой Анны, с южной стороны она защищена двумя строениями — славонскими казармами.
Для организованных групп туристов на площади крепости организуют программы «живой истории» — показывают людей, одетых, как гусары 12-го славонского гусарского полка второй половины XVIII века, а также как другие персонажи из прошлого крепости: её командир, обслуга, охрана, ремесленники и т. д.

## Внешняя защитная зона
Внешняя оборонительная стена состояла из равелинов — треугольных укреплений, которые защищали главные стены и препятствовали въезду врага в крепость. Все равелины построены из утрамбованной земли и кирпичной стены вдоль внешней стороны, а сверху размещались парапеты. В западной и восточной стенах равелинов есть редут — пятиугольное укрепление, которое использовали как оружейную.
Из-за стремительного развития осадной техники Бродская крепость утратила свое оборонное значение уже к середине XIX века. С того момента на реке Сава началось интенсивное развитие Брода, а старый деревянный Брод начал исчезать. Разрушение крепости длилось на протяжении всего XX века. Некоторые объекты были уничтожены армией. С 1945 года и до войны в Хорватии в 1990-х крепость служила жильём для солдатов Национальной армии Югославии.
Сегодня Бродская крепость — это объект культурного наследия и уникальный монументальный образец славонской военной фортификационной архитектуры 18-го века.